# Tatiana Pinto
Tatiana Vanessa Ferreira Pinto (Oliveira do Bairro, 28 de marzo de 1994) es una futbolista portuguesa. Juega como centrocampista en el Atlético de Madrid de la Liga F de España. Ha ganado 2 Ligas. 2 Copas y una Supercopa con el Sporting de Portugal. Es internacional con la selección de Portugal desde 2014, con la que ha participado en el primer Mundial y las tres primeras Eurocopas a las que Portugal se ha clasificado.

## Trayectoria

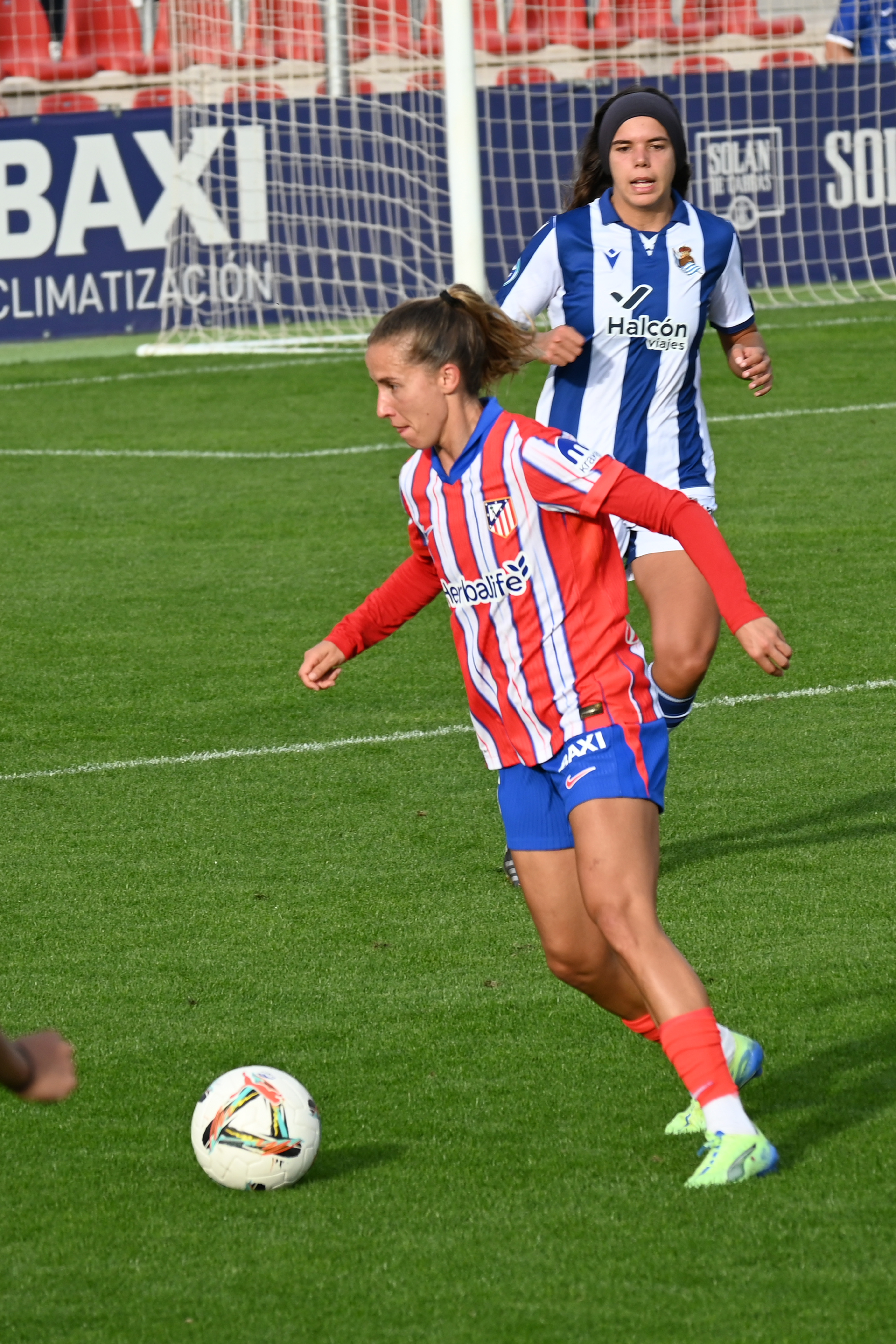
Tatiana Pinto en septiembre de 2024

En su infancia Pinto quería ser atleta y correr maratones. A los seis años empezó a jugar en el Oliveira do Bairro Futebol Clube con niños. Compaginó la afición con el piano hasta que tuvo que elegir entre las dos disciplinas al coincidir los partidos con las prácticas, y optó por jugar al fútbol. A los 12 Años se unió al Fermentelos para poder jugar en un equipo femenino, y luego se incorporó al Clube de Albergaria en 2009, donde ascendió al primer equipo un año después. Debutó con el equipo mayor en el Campeonato Nacional en septiembre de 2011. En la temporada 2011-12 fueron terceras en el campeonato y en la temporada 2012-13 fueron subcampeonas.
En septiembre de 2013 se fue a Alemania para unirse al SC Sand de la segunda división germana. Un mes después, debutó en la liga contra en un partido contra el FC Saarbrücken. En su primera temporada lograron el ascenso a la Bundesliga. En enero de 2015, Pinto dejó el Sand y fichó por el Valadares Gaia FC de Portugal. Permaneció en el club portugués hasta final de temporada, logrando el subcampeonato liguero.
En verano de 2015 fichó por el Bristol City. En el conjunto inglés fueron últimas y descendieron de categoría. En 2016 fichó por el Sporting de Portugal, que tras varios años sin sección femenina decidió apostar a lo grande por el equipo y lograron la Liga y la Copa en su primer año. En la temporada 2017-18 logró el triplete al añadir la Supercopa a la Liga y la Copa que volvieron a conquistar. Además, ese años debutaron en la Liga de Campeones el 22 de agosto de 2017. La siguiente temporada fueron subcampeonas de Liga y Supercopa y la temporada 2019-20 se canceló debido a la Pandemia por Covid-19. En su quinta temporada volvieron a ser subcampeonas de liga.
En verano de 2021 fichó por el Levante UD de la Primera División española. En el club levantino destacó por su olfato goleador en su segunda temporada, con 12 goles en 30 partidos de liga, que ayudó al equipo a lograr la tercera posición en liga y el pase a la Liga de Campeones.
En 2023 fichó por el Brighton & Hove Albion, de la WSL, donde logró el noveno puesto en liga. En 2024 pasó al Atlético de Madrid. En el club rojiblanco empezó como jugadora de rotación, pero aprovechó los minutos con los que contó y las lesiones de sus compañeras, con lo que tuvo regularidad durante la temporada y fue elegida mejor jugadora del equipo en el mes de febrero. El Atlético de Madrid, dirigido este año por Víctor Martín, se clasificó para la Liga de Campeones en la última jornada y alcanzó la final de la Copa de la Reina, aunque cayó en la ronda previa de la competición europea y en la semifinal de la Supercopa.

## Selección nacional
Debutó con la selección sub-19 de Portugal el 16 de agosto de 2010 en partido amistoso. participó en la fase de clasificación de los Campeonatos Europeos de 2011, 2012 y 2013. Lograron clasificarse para la fase final del Campeonato Europeo de 2012, el primero en el que Portugal participó y en el que alcanzaron las semifinales. En total jugó 24 partidos en esta categoría.
Debutó con la selección absoluta el 10 de marzo de 2014 contra Corea del Norte en la Copa Algarve. Marcó su primer gol el 4 de marzo de 2016 en un amistoso ante Brasil.
Participó en la Eurocopa 2017, primera clasificación de las lusas al torneo. Jugó los tres partidos de la fase de grupos contra España, Escocia e Inglaterra.
Más tarde, hizo 8 apariciones en la clasificación para la Copa del Mundo de 2019 sin conseguir su boleto a la cita principal. Volvió a ser jugadora habitual en el combinado portugués para lograr la clasificación para la Eurocopa 2022 debido a la suspensión de Rusia. Volvió a jugar los tres partidos de la fase de grupos de la fase final. 
Nuevamente participó en la clasificación para el Mundial de 2023, y fue elegida mejor jugadora del partido tras vencer a Camerún en los play-offs y lograr la primera participación de Portugal en un Mundial absoluto femenino. Fue convocada para el Mundial siendo una de las jugadoras en mejor momento de forma tras su gran temporada con el Levante. Debutaron con derrota por 1-0 ante Países Bajos, pero se recompusieron con una victoria por 2-0 ante Vietnam. En el último partido empataron ante Estados Unidos, que no fue suficiente para evitar la eliminación del campeonato.
Tras el Mundial participó en la Liga de Naciones, en la que Portugal quedó última de grupo y descendió de la Liga A a la Liga B. En la Clasificación para la Eurocopa 2025 fueron primeras de su grupo y se clasificaron para disputar los playoffs. En los play-off jugó en todos los partidos, marcando un gol en el partido de ida de la primera ronda ante Azerbaiyán, que solventaron sin dificultades, y se clasificaron para la Eurocopa al derrotar a la República Checa en la segunda ronda de las eliminatorias.
Fue convocada para disputar la Fase final de la Eurocopa de 2025. Fue titular en los tres partidos de la fase de grupo pero fueron eliminadas como últimas de grupo tras ser goleadas por España, lograr un empate ante Italia y perder ante Bélgica.

## Estadísticas

### Clubes
Actualizado al último partido jugado el 7 de junio de 2025
| Clube de Albergaria Portugal      | 1.ª                 | 2010-11             | 2   | 0  |    |    |   |   |    |   |   | 2    | 0  |     | -    |
| Clube de Albergaria Portugal      | 1.ª                 | 2011-12             | 4   | 3  |    | 2  | 0 |   | 6  | 3 |   | 0.50 |    |     |      |
| Clube de Albergaria Portugal      | 1.ª                 | 2012-13             | 5   | 0  |    |    |   |   | 5  | 0 |   | -    |    |     |      |
| Clube de Albergaria Portugal      | Total               | Total               | 11  | 3  |    | 2  | 0 |   |    |   |   | 13   | 3  |     | 0.23 |
| SC Sand · Alemania                | 2.ª                 | 2013-14             | 9   | 1  |    |    |   |   |    |   |   | 9    | 1  |     | 0.11 |
| SC Sand · Alemania                | Total               | Total               | 9   | 1  |    |    |   |   |    |   |   | 9    | 1  |     | 0.11 |
| Valadares Gaia Portugal           | 1.ª                 | 2014-15             |     |    |    |    |   |   |    |   |   |      |    |     |      |
| Valadares Gaia Portugal           | Total               |                     |     |    |    |    |   |   |    |   |   |      |    |     |      |
| Bristol City Inglaterra           | WSL                 | 2015                | 7   | 1  | 0  | 6  | 0 |   |    |   |   | 13   | 1  |     | 0.08 |
| Bristol City Inglaterra           | Total               | Total               | 7   | 1  |    | 6  | 0 |   |    |   |   | 13   | 1  |     | 0.08 |
| Sporting de Lisboa Portugal       | 1.ª                 | 2016-17             | 23  | 11 |    | 4  | 0 |   |    |   |   | 27   | 11 |     | 0.41 |
| Sporting de Lisboa Portugal       | 1.ª                 | 2017-18             | 19  | 10 |    | 6  | 1 |   | 3  | 2 |   | 28   | 13 |     | 0.46 |
| Sporting de Lisboa Portugal       | 1.ª                 | 2018-19             | 20  | 3  |    | 2  | 1 |   | 3  | 0 |   | 25   | 4  |     | 0.08 |
| Sporting de Lisboa Portugal       | 1.ª                 | 2019-20             | 15  | 1  |    | 5  | 0 |   |    |   |   | 20   | 1  |     | 0.05 |
| Sporting de Lisboa Portugal       | 1.ª                 | 2020-21             | 23  | 3  |    | 3  | 0 |   | 26 | 3 |   | 0.12 |    |     |      |
| Sporting de Lisboa Portugal       | Total               | Total               | 100 | 28 |    | 20 | 2 |   | 6  | 2 |   | 126  | 32 |     | 0.25 |
| Levante UD · España               | 1.ª                 | 2021-22             | 24  | 3  | 2  | 2  | 0 |   | 4  | 0 | 0 | 30   | 3  | 2+  | 0.10 |
| Levante UD · España               | 1.ª                 | 2022-23             | 30  | 12 | 3  | 1  | 0 |   |    |   |   | 31   | 12 | 3+  | 0.39 |
| Levante UD · España               | Total               | Total               | 54  | 15 | 5+ | 3  | 0 |   | 4  | 0 | 0 | 61   | 15 | 5+  | 0.25 |
| Brighton & Hove Albion Inglaterra | WSL                 | 2023-24             | 20  | 2  | 0  | 7  | 3 |   |    |   |   | 27   | 5  |     | 0.19 |
| Brighton & Hove Albion Inglaterra | Total               | Total               | 20  | 2  |    | 7  | 3 |   |    |   |   | 27   | 5  |     | 0.19 |
| Atlético de Madrid · España       | 1.ª                 | 2024-25             | 27  | 3  | 3  | 6  | 0 | 2 | 2  | 0 | 0 | 35   | 3  | 5   | 0.09 |
| Atlético de Madrid · España       | Total               | Total               | 27  | 3  | 3  | 6  | 0 | 2 | 2  | 0 | 0 | 35   | 3  | 5   | 0.09 |
| Total en su carrera               | Total en su carrera | Total en su carrera | 228 | 53 | 8+ | 44 | 5 | 2 | 12 | 2 |   | 284  | 60 | 10+ | 0.21 |
| 1. 2. 3.                          |                     |                     |     |    |    |    |   |   |    |   |   |      |    |     |      |

### Selecciones
Actualizado al último partido jugado el 11 de julio de 2025.
| Selecciones | Temporada | Europeo(4) | Europeo(4) | Europeo(4) | Mundial (5) | Mundial (5) | Mundial (5) | Amistosos | Amistosos | Amistosos | Total | Total | Total  | Media goleadora |  |
| Selecciones | Temporada | Part.      | Goles      | Asist.     | Part.       | Goles       | Asist.      | Part.     | Goles     | Asist.    | Part. | Goles | Asist. | Media goleadora |  |
| --- | --------- | ---------- | ---------- | ---------- | ----------- | ----------- | ----------- | --------- | --------- | --------- | ----- | ----- | ------ | --------------- |  |
| Sub-19 Portugal | 2010      | 1          | 0          |            | N/A         | N/A         | N/A         | 1         | 0         |           | 2     | 0     |        | -               |  |
| Sub-19 Portugal | 2011      | 6          | 0          |            | N/A         | N/A         | N/A         | 2         | 0         |           | 8     | 0     |        | -               |  |
| Sub-19 Portugal | 2012      | 9          | 0          |            | N/A         | N/A         | N/A         |           |           |           | 9     | 0     |        | -               |  |
| Sub-19 Portugal | 2013      | 5          | 0          |            | N/A         | N/A         | N/A         |           |           |           | 5     | 0     |        | -               |  |
| Sub-19 Portugal | Total     | 21         | 0          |            |             |             |             | 3         | 0         |           | 24    | 0     |        |                 |  |
| Abs Portugal | 2014      |            |            |            | 1           | 0           |             | 1         | 0         |           | 2     | 0     |        | -               |  |
| Abs Portugal | 2015      | 3          | 0          |            |             |             |             | 3         | 0         |           | 6     | 0     |        | -               |  |
| Abs Portugal | 2016      | 5          | 0          |            |             |             |             | 4         | 1         |           | 9     | 1     |        | 0.11            |  |
| Abs Portugal | 2017      | 6          | 0          |            | 3           | 0           | 0           | 6         | 0         |           | 15    | 0     |        | -               |  |
| Abs Portugal | 2018      |            |            |            | 5           | 0           | 0           | 12        | 0         |           | 17    | 0     |        | -               |  |
| Abs Portugal | 2019      | 5          | 0          | 0          |             |             |             | 7         | 0         |           | 12    | 0     |        | -               |  |
| Abs Portugal | 2020      | 3          | 0          | 1          |             |             |             | 3         | 0         |           | 6     | 0     | 1+     | -               |  |
| Abs Portugal | 2021      | 4          | 0          | 0          | 8           | 0           | 0           |           |           |           | 12    | 0     |        | -               |  |
| Abs Portugal | 2022      | 3          | 0          | 1          | 6           | 1           | 1           | 8         | 2         |           | 17    | 3     | 2+     | 0.18            |  |
| Abs Portugal | 2023      | 6          | 1          | 0          | 3           | 0           | 0           | 6         | 1         |           | 15    | 2     |        | 0.13            |  |
| Abs Portugal | 2024      | 8          | 1          | 0          |             |             |             |           |           |           | 8     | 1     | 0      | 0.12            |  |
| Abs Portugal | 2025      | 9          | 0          | 0          |             |             |             | 1         | 0         | 0         | 10    | 0     | 0      | -               |  |
| Abs Portugal | Total     | 52         | 2          | 2+         | 26          | 1           | 1+          | 51        | 4         |           | 129   | 7     | 3+     | 0.06            |  |
| (4) Se incluyen partidos en Eurocopas, sus fases clasificatorias y Liga de las Naciones. No incluye Torneo de Exentos ni Torneo Desarrollo UEFA. (5) Se incluyen partidos en fases clasificatorias. |           |            |            |            |             |             |             |           |           |           |       |       |        |                 |  |

#### Participaciones en Mundiales
| Competición     | Categoría          | Sede                      | Resultado      | Partidos | Goles |
| --------------- | ------------------ | ------------------------- | -------------- | -------- | ----- |
| Mundial de 2023 | Selección absoluta | Australia / Nueva Zelanda | Fase de grupos | 3        | 0     |
| Total           | –                  | –                         | –              | 3        | 0     |

#### Participaciones en Eurocopas
| Competición         | Categoría          | Sede         | Resultado      | Partidos | Goles |
| ------------------- | ------------------ | ------------ | -------------- | -------- | ----- |
| Europeo Sub-19 2012 | Sub-19             | Turquía      | Semifinal      | 3        | 0     |
| Eurocopa 2017       | Selección absoluta | Países Bajos | Fase de grupos | 3        | 0     |
| Eurocopa 2022       | Selección absoluta | Inglaterra   | Fase de grupos | 3        | 0     |
| Eurocopa 2025       | Selección absoluta | Suiza        | Fase de grupos | 3        | 0     |
| Total               | –                  | –            | –              | 12       | 0     |

## Palmarés

### Títulos nacionales
| Título                 | Club               | País     | Año     |
| ---------------------- | ------------------ | -------- | ------- |
| 2. Bundesliga Femenina | SC Sand            | Alemania | 2013-14 |
| Campeonato Nacional    | Sporting de Lisboa | Portugal | 2017    |
| Copa de Portugal       | Sporting de Lisboa | Portugal | 2017    |
| Supercopa de Portugal  | Sporting de Lisboa | Portugal | 2017    |
| Campeonato Nacional    | Sporting de Lisboa | Portugal | 2018    |
| Copa de Portugal       | Sporting de Lisboa | Portugal | 2018    |

### Distinciones individuales
| Distinción                                               | Año  |
| -------------------------------------------------------- | ---- |
| Mejor jugadora del mes de febrero del Atlético de Madrid | 2025 |